# روبرتو مناسی
روبرتو مناسی (انگلیسی: Roberto Menassi؛ زادهٔ ۲۱ ژانویهٔ ۱۹۸۱) بازیکن فوتبال اهل ایتالیا است.
از باشگاه‌هایی که او در آن بازی کرده‌، می‌توان به باشگاه فوتبال مونتسا، باشگاه فوتبال پروجا، و باشگاه فوتبال آلساندریا اشاره کرد.